# Leopold Ernst
Pour les articles homonymes, voir Ernst.
Leopold Ernst (né le 14 octobre 1808 à Vienne, mort le 17 octobre 1862 dans la même ville) est un architecte autrichien.

## Biographie
Leopold Ernst est un élève de Peter von Nobile. En 1853, il est maître d'œuvre de la cathédrale Saint-Étienne de Vienne. Il conçoit le Palais Niederösterreich et le château de Grafenegg (de) et l'agrandissement de l'église de Großweikersdorf (de).
Après sa mort en 1862, son fils Hugo Ernst lui succède comme maître d'œuvre pour la cathédrale.
Son dernier fils, Rudolph Ernst, est un peintre orientaliste.

## Source
- (de) Cet article est partiellement ou en totalité issu de l’article de Wikipédia en allemand intitulé « Leopold Ernst » (voir la liste des auteurs).